# سیخچه‌پشت میمونی
سیخچه‌پشت میمونی (نام علمی: Cebidichthys violaceus) نام یک گونه از تیره سیخچه‌پشت است.